# 木の山芋
木の山芋（このやまいも）は、愛知県大府市共和町木の山地区を中心に1965年ごろから栽培されるヤマノイモ科ヤマノイモ属ツクネイモ群の一種である。

## 特徴
擦りおろすと乳白色である。アミラーゼを豊富に含むため美容、滋養強壮、体力、精力増進の効果があるとされている。球状に近い塊で凹凸があり表面は茶色である。ナガイモと比較すると特に粘り気が強く水分量が少ないためモチっとした食感である。タンパク質、脂肪、炭水化物を多く含み「畑のうなぎ」と呼ばれるほど栄養価が高い。

## 利用法
ヤマノイモ同様、根の部位を食用とする。摺り下ろし麦とろや山かけ、とろろ蕎麦、切って磯辺揚げや酢のものに用いられる。芋焼酎にも用いられる。

## 栽培
栽培者の高齢化や木の山地区の人口の減少により生産量は減少している。
「収穫時期は10月～12月で、一週間くらい自然乾燥させ、傷がつかないよう土を払い、根をとり、保存します。」 